# Prosti-proščaj
Prosti-proščaj (Прости-прощай) è un film del 1979 diretto da Georgij Kuznecov.

## Trama
Il nonno Vasilij ha vissuto tutta la sua vita in una casa di villaggio, che ha costruito lui stesso. Qui è cresciuto, si è sposato, ha cresciuto i figli, qui ha difeso la sua patria durante la Grande Guerra Patriottica. E all'improvviso le autorità decidono di demolire questo villaggio.